# Ekoregija
Ekoregije so geografsko opredeljena področja z značilno
kombinacijo dejavnikov okolja. Vsaka ekoregija predstavlja geografsko področje z relativno homogeno obliko vegetacije, ki je rezultat homogenih
medsebojnih vplivov klime, orografije in tal.

## Ekoregije sveta
Ekoregije sveta temeljijo na znanstveno podprti razvrstitvi najvidnejših (najpomembnejših) Zemljinih kopenskih, morskih in sladkovodnih habitatov. Omogoča načrtovanje ohranjanja biodiverzitete na svetovni ravni.
Razvrstitev, ki so jo izdelali WWF znanstveniki z regijskimi strokovnjaki iz celega sveta, je prva primerjalna analiza biodiverzitete, ki pokriva vsak glavni habitatni tip in povezuje pet kontinentov in vse svetovne oceane. Namen analize ekoregij sveta je zagotovitev, da je znotraj strategij regijskega ohranjevanja narave in razvoja predstavljena celotna lestvica ekositemov, in s tem tako prispevajo vsi h globalni strategiji biodiverzitete.
Ekoregije sveta odražajo tri glavne novosti:
- So obširne na svojem področju - obsega vse glavne habitatne tipe vključujoč sladkovodne in morske sisteme kot tudi habitate na kopnem. Razprostira se od arktične tundre do tropskih grebenov, od mangrovih gozdov do puščav in vključuje vrste iz vsakega glavnega habitatnega tipa na Zemlji.

- So reprezentativne v svoji končni izbiri. Najpomembnejši primeri vsakega glavnega habitatnega tipa so vključeni iz vsakega kontinenta in oceana. Na ta način vkjučuje, na primer, najpomembnejše tropske in gozdove zmernega pasu iz vsakega kontinenta, in najpomembnejše koralne grebene iz vsakega oceana.

- Ekoregije uporablja kot mersko enoto za primerjave in analize. Ekoregije so velika področija z relativno enakomerno klimo, ki varujejo značilni nabor vrst in ekoloških združb. Z osredotočanjem na velika, biološko izrazita področja kopnega in vode, regije sveta pripravljajo teren za ohranjanje biodiverzitete.

## Glavni habitatni tipi
Ekoregije sveta obsegajo 142 kopenskih, 53 sladkovodnih in 43 morskih ekoregij. Nekateri habitati, kot je tropski gozd in koralni gerbeni, vzdržujejo izredno bogato zbirko vrst, medtem ko imajo druge, kot so tundre in puščave, bolj skromno število vrst. Toda vse so edinstven izraz življenja.
Opisom regij so dodana WWF angleška poimenovanja ekoregij, ker so možni različni prevodi. 

### Sladkovodne ekoregije
- Veliki rečni ekosistemi (Large Rivers)

Živali prilagojene na poplavljanja velikih rek so najredkejše in najrazvitejše na rekah Jangce, Kolorado, spodnji del reke Misisipi in spodnji del reke Kongo. 
- Velika rečna povirja (Large River Headwaters)

Vrste in združbe v povirjih se razlikujejo od tistih v glavnem delu vodotoka.
- Velike rečne delte (Large River Deltas)

Delte več rek v zmernem in polarnem pasu so poznane in vključujejo rečne delte Mezopotamije, Volge in Lene. Niger, ki ima najširšo delto v Afriki, ima veliko različnih vrst. Široke delte Orinoka in Amazonke so velika rečna ekoregija.
- Majhni rečni ekosistemi (Small Rivers)

Morski zaliv reke Misisipi, vodotok reke Mobile in nešteto obalnih potokov in rek jugovzhodne Severne Amerike skupaj predstavljajo eno najbogatejših Zemljinih sladkovodnih biomov zmernih pasov. 
- Velika jezera (Large Lakes)

Globalne ekoregije v zmernem in tropskem pasu določajo tudi najbolj izstopajoče primere raznovrstnosti in živalskih endemitov sladkih jezer .
- Majhna jezera (Small Lakes)

Veliko število stoječih sladkih vod predstavljajo manjša jezera, kjer živi veliko izrednih živih bitij, ki predstavljajo biodiverziteto sladkih voda.
- Sušni vodotoki (Xeric Basins)

Malo stalnih površin voda in relativno bogastvo živalstva označujejo ekoregije tega habitatnega tipa. Izredna biodiverziteta sladkih voda v puščavski regiji se pojavlja v severnoameriški puščavi Chichuan, v Anatoliji in v osrednji Avstraliji.

### Morske ekoregije
- Polarno območje (Polar)

Nizke temterature, majhna slanost, veliko planktona in temu ustrezna zelena barva označujejo polarne morske vode. Prostrano območje ledu in ledene gore, ki jih nosijo polarni morski tokovi, so tipični za polarni ocean.
- Morski grebeni in morja zmernega pasu (Temperate Shelf and Seas)

Morski grebeni in morja zmernega pasu so visoko produktivne regije in imajo veliko biološko vrednost. Podpirajo živali stalnice in selivke v različnih življenjskih fazah. Zaradi relativne plitvosti je voda v teh regijah toplejša.
- Morski tokovi zmernega pasu (Temperate Upwelling)

Pomembna obalna območja z morskimi tokovi so ob zahodni obali Severne Amerike, kjer se kalifornijski morski tok usmerja proti jugu. Vzdolž jugozahodne obale Afrike Benguelski morski tok kaže enako dinamiko.
- Morski tokovi tropskega pasu (Tropical Upwelling)

Podobno kot območja morskih tokov zmernega pasu so značilnost habitatov morskih tokov tropskega pasu visoka produktivnost, ki je posledica prinašanja hranil iz bogatega dna vode. Ta območja se razlikujejo od drugih tropskih voda po tem, da spodnje plasti vode na površino prinašajo hranila in hladno vodo. 
- Tropska koralna območja (Tropical Coral)

Največja biodiverziteta kateregakoli morskega ekosistema je prav na koralnih grebenih. Njihova vertikalna rast in kompleksnost zagotavljajo veliko prostora za različne vrste živih bitij.

### Kopenske ekoregije
- Listopadni in mešani gozdovi zmernega pasu (Temperate Broadleaf and Mixed Forests).

Gozdovi v zmernem pasu se soočajo z velikim številom sprememb v temperaturah in padavinah. V regijah kjer so padavine enakomerno razporejene preko celega leta, se listavci mešajo z zimzelenimi vrstami. Vrste kot so hrast (Quercus spp.), bukev (Fagus spp.), breza (Betupa spp.) in javor (Acer spp.) so značilna sestava listopadnih in mešanih gozdov zmernega pasu. 
- Gozd iglavcev zmernega pasu (Temperate Coniferous Forest)

Zimzeleni gozdovi zmernega pasu prevladujejo na področjih s toplimi poletji in mrzlimi zimami. V nekaterih prevladujejo iglavci, medtem ko v drugih prevladujejo zimzeleni listavci ali pa so mešanica teh vrst.
- Sredozemski gozdovi in makija (Mediterranean Forests, Woodlands and Scrub)

Sredozemske gozdove in makijo označujejo topla in sušna poletja, medtem ko zime bolj hladne in vlažne. Večina padavin pade med temi meseci.
- Listavci tropskih in subtropskih vlažnih gozdov (Tropical and Subtropical Moist Broadleaf Forest)

Običajno se nahajajo v velikih, prekinjenih zaplatah v ekvatorialnem pasu in med Rakovim in Kozorogovim povratnikom. Tropske in subtropske vlažne gozdove označujejo nizka spremenljivost letnih temperatur in velike množine dežja (>200 centimetrov na leto). V sestavi gozda prevladuje pol-zimzeleni in zimzeleni listavci.
- Listavci tropskih in subtropskih suhih gozdov (Tropical and Subtropical Dry Broadleaf Forest)

Tropske in subtropske suhe gozdove najdemo v južni Mehiki, jugovzhodni Afriki, na otokih Mali Sundski otoki, osrednji Indiji, Indokitajskem polotoku, na Madagaskarju, v Novi kaledoniji, vzhodni Boliviji, osrednji Braziliji, na Karibih, v dolinah severnih Andov in vzdolž obale Ekvadorja in Peruja.
- Iglavci tropskih in subtropskih suhih gozdov (Tropical and Suptropical Coniferous Forest)

So prevladujoči v Severni in Srednji Ameriki – te tropske regije imajo nizek nivo padavin in zmerne spremembe v teperaturah. Iglavce tropskih in subtropskih suhih gozdov označujejo raznolikost iglavcev, katerih iglice so prilagojene na spremenljive podnebne pogoje.
- Travišča, savana in makija zmernega pasu (Temperate Grasslands, Savannas and Shrubland)

Poznani so kot prerija v Severni Ameriki, pampe v Južni Ameriki, veld v Južni Afriki, stepa v Aziji. Od tropskih travišč se razlikujejo predvsem po letnih temperaturah in po vrstah, ki jih tu najdemo. Na splošno so te regije brez dreves, z izjemo obrežnih gozdov ob rekah in potokih.
- Tropska in subtropska travišča, savana in makija (Tropical and Subtropical Grasslands, Savannas and Shrubland)

Velika prostranstva v tropih ne prejmejo dovolj dežja za rast obsežnih drevesnih krošenj. Za tropska in subtropska travišča, savano in makijo je značilni nivo padavin od 90 do 150 centimetrov na leto.
- Poplavljena travišča in savana (Flooded Grasslands and Savanna)

Štirim kontinentom na Zemlji so skupna velika prostranstva ali kompleksi poplavljenih travišč. Na teh področjih živi veliko število rastlin in živali, ki so prilagojene na edinstvene hidrološke in talne razmere. V teh regijah najdemo veliko število živali, ki se selijo (migracij) in vodnih ptic stalnic.
- Puščava in suha makija (Deserts and Xeric Shrubland)

V svetovnem merilu puščave in suhe makije dobijo različne količine dežja; ampak na splošno v teh regijah izhlapevanje presega količino dežja, ki je običajno manj kot 10 inčev na leto. Spremenljivost temperatur je ravno tako skrajno raznovrstna v teh izrednih področjih. Veliko puščav, kot je Sahara, so vroče celo leto, medtem ko nekatere druge, kot je Gobi, postanejo pozimi hladne.
- Gorska travišča in makija (Montane Grasslands and Shrubland)

Ta večji habitatni tip vključuje gorska travišča in makijo in vključuje puno in paramo v Južni Ameriki, subalpske goljave v Novi Gvineji in vzhodni Afriki, stepe na Tibetanskih planotah, kot tudi druge podobne subalpske habitate celotnega sveta.
- Mangrovi gozdovi (Mangrove)

Mangrove se pojavljajo v slani, z vodo napojeni zemlji ob tropskih in subtrobskih obalah. Dvakrat na dan so poplavljeni zaradi plimovanja, vsaka dva tedna spomladi je oseka najnižja, poplavljeni so tudi zaradi sezonske vremenske nestanovitnosti. Raztezajo se v pasu plimovanja. Ti gozdovi se lahko sestojijo iz 60 vrst dreves, ki lahko živijo v slani vodi. Priznavajo 110 mangrovih vrst, od tega je le okoli 54 vrst pravih. To so vrste, ki se pojavljajo izključno v okolju, značilnem za mangrove.  
V svojem življenjskem okolju so se drevesa morala prilagoditi, saj sam prostor prinaša nekatere težave, kot so pomanjkanje kisika, visoka slanost, plimovanje in pogoste poplave. Vsaka vrsta ima svoje rešitve za te težave, zato tudi različne vrste mangrovih dreves. 
v krošnjah gnezdije ptice, žviijo kuščarice, kače, opice. ti gozdovi varujejo bregove pred delovanjem valov in abrazijo, ki bi ji bili izpostavljeni pri valovanju med morskimi tropskimi viharji. 
- Tundra (Tundra)

Tundra je polarna puščava brez drevja in se nahaja v polarni regiji – na Aljaski, v Kanadi, Grenladiji, Rusiji, Islandiji, Skandinaviji in tudi na subantarktičnih otokih. Dolge in suhe zime, meseci brez svetlobe in ekstremno ledene temperature so značilnost te regije.
- Borealni gozdovi, tajga (Boreal Forests / Taiga)

Nizke letne temperature so značilnost severnih zemljepisnih širin. Padavine se gibljejo od 40 do 100 centimetrov na leto in padejo v glavnem v obliki snega.